# Crenidorsum micheliae
Crenidorsum micheliae là một loài côn trùng cánh nửa trong họ Aleyrodidae, phân họ Aleyrodinae.
Crenidorsum micheliae được Takahashi miêu tả khoa học đầu tiên năm 1932.